# Leptolalax pluvialis
Leptolalax pluvialis es una especie de anfibio anuro de la familia Megophryidae.

## Distribución geográfica
Esta especie es endémica de Vietnam. Habita en el monte Phan Xi Pang en la provincia de Lào Cai.
Su presencia es incierta en Yunnan, República Popular de China.

## Descripción
El holotipo de Leptolalax pluvialis, un macho adulto, mide 22 mm. Esta especie tiene una cara dorsal marrón pardo con un patrón marrón oscuro. Su superficie ventral es gris con moteado gris oscuro.

## Etimología
El nombre de su especie, del latín pluvialis, significa "lluvioso", y le fue dado en referencia al hecho de que los primeros tres especímenes fueron recolectados bajo lluvia intensa.

## Publicación original
- Ohler, Marquis, Swan & Grosjean, 2000 : Amphibian biodiversity of Hoang Lien Nature Reserve (Lao Cai Province, northern Vietnam) with descriptions of two new species. Herpetozoa, vol. 13, p. 71-87[6]